# 丰州 (头下军州)
丰州，中国辽朝时设置的头下军州。
辽圣宗统和十三年（995年），辽国宣徽使耶律阿没里的私城设置丰州，以其家奴为刺史。治今内蒙古敖汉旗北境。本辽泽大部落，遥辇氏僧隐牧地。北至上京三百五十里。五百户。金国废除。